# Iatan, Missouri
Iatan, Missouri (енгл. Iatan) град је у америчкој савезној држави Мисури.

## Демографија
По попису из 2010. године број становника је 45, што је 9 (-16,7%) становника мање него 2000. године.
| Група             | 2000.       | 2010.      |
| Белци             | 54 (100,0%) | 41 (91,1%) |
| Афроамериканци    | 0 (0,0%)    | 3 (6,7%)   |
| Азијати           | 0 (0,0%)    | 0 (0,0%)   |
| Хиспаноамериканци | 0 (0,0%)    | 0 (0,0%)   |
| Укупно            | 54          | 45         |